# クネズ (歌手)
クネズ（モンテネグロ語:Knez / Кнез）、本名・ネナド・クネジェヴィッチ（Nenad Knežević / Ненад Кнежевић、1967年 - ）は、モンテネグロ・ツェティニェ出身でセルビア・ベオグラードを拠点に活動する歌手である。ユーロビジョン・ソング・コンテスト2015のモンテネグロ代表を務める。

## 来歴
6歳のころ、ティトーグラード（現・ポドゴリツァ）のナシャ・ラドスト（Naša Rados）音楽祭で「Bio jednom jedan lav」を歌う。高校在学中に「Visoka frekvencija」というバンドを結成、卒業後は「Milan i Luna」というバンドに加わる。この間に「Da l' si ikada mene voljela」、「Kao magija」などの曲を制作した。後に、「The Moon Band」というバンドを組成してモンテネグロ沿岸部で活動した他、父親のミリヤ・クネジェヴィッチ（Milija Knežević）とともに「Montenegro Band」としても活動した。
1992年、ベオグラードのメサム（Mesam）音楽祭にソロで参加し、「Da l' si ikada mene voljela」を歌う。同年、初のアルバム「Kao magija」を制作した。この時の共同作業者は、高校時代のバンドメイトであったギタリストのレオ・ジョカイ（Leo Đokaj）とソングライターのリュボ・ヨヴォヴィッチ（Ljubo Jovović）、ズラトコ・ヨヴォヴィッチ（Zlatko Jovović）であった。1994年に2作目のアルバム「Iz dana u dan」、1996年に3枚目のアルバム「Automatic」を制作する。この頃すでに、サヴァ・センターでコンサートを開くほどになっていた。1999年にベスト盤「The Best of Knez」を発表、18の既発曲に加えて2つの新曲「Nijedna žena na svijetu」、「Ti ne znaš ko sam ja、それに「Kao magija」のリミックスが収録された。2000年にはブドヴァ・フェスティバルに出場し「Vjeruj」を歌って優勝した。2001年には4作目のアルバム「Daleko, visoko」、2003年には5作目「Ti me znaš」を発表した。2006年にはブドヴァ・フェスティバルで3位入賞、2005年には6作目のアルバム「Vanilla」を制作する。
2014年10月31日、クネズはモンテネグロ国営放送の内部選考によりユーロビジョン・ソング・コンテスト2015のモンテネグロ代表となったことが発表された。2015年5月にオーストリア・ウィーンで開催されるユーロビジョン・ソング・コンテスト2015のモンテネグロ代表を務める。

## ディスコグラフィー

### スタジオ・アルバム
- Kao magija（1994年）
- Iz dana u dan（1996年）
- Automatic（1997年）
- Daleko, visoko（2001年）
- Ti me znaš（2003年）
- Vanilla（2005年）
- Otrov i med（2008年）
- Opa Cupa（2012年）

### ベスト盤など
- The Best of Knez（1999年）
- Balade（2006年）
- Opa Cupa（2012年）